# Società Azionaria Gestione Aeroporto Torino
La Società Azionaria Gestione Aeroporto Torino (SAGAT) è la società per azioni che gestisce l'aeroporto di Torino-Caselle.
È, inoltre, l'azionista di maggioranza della Aeroporti Holding.

## Storia del gruppo
La SAGAT è stata costituita il 6 marzo 1956 a Palazzo Civico.
Negli anni ottanta vengono effettuati ingenti investimenti per l'ammodernamento delle infrastrutture.
Nel 2000 la SAGAT è stata privatizzata.
Nel 2001 la SAGAT ha costituito una società controllata, la SAGAT Handling, per la gestione dei servizi a terra, come previsto dal decreto legislativo n. 18/1999, che impone la separazione tra i servizi di handling da quelli di gestore aeroportuale.
Nel 2003 è stata costituita anche la SAGAT Engineering, che ha come oggetto sociale l'esecuzione di studi di fattibilità, consulenze e progettazioni.
Nel 2012 il comune di Torino ha messo in vendita il 28% del capitale azionario, con l'intenzione di mantenere un 10%.
Al bando hanno risposto F2i, con un'offerta di circa 35 milioni di euro, e Sintonia S.p.A., già detentrice del 24,39% di SAGAT, con un'offerta di 29 milioni di euro.

L'aggiudicazione a F2i è stata confermata il 15 dicembre 2012.
A seguito dell'aggiudicazione delle quote del comune di Torino, F2i ha rilevato la quota azionaria di Sintonia, raggiungendo la maggioranza azionaria, con circa il 51% della società.

## Azionisti
| Socio                            | Quota   |
| F2i tramite F2i Aeroporti S.p.A. | 90,28%  |
| Techno Holding S.p.A.            | 6,76%   |
| Azioni proprie                   | 2,96%   |
| TOTALE                           | 100,00% |

## Partecipazioni
- Aeroporti Holding - 55,45%